# Перемыкино
Перемыкино — упразднённое село в Магдагачинском районе Амурской области России.

## География
Урочище находится в центральной части Амурской области, на левом берегу реки Амур, на расстоянии примерно 77 километров (по прямой) к юго-западу от посёлка городского типа Магдагачи, административного центра района. Абсолютная высота — 250 метров над уровнем моря.

## История
Название происходит от фамилии золотопромышленника, путешественника и геолога Григория Маркиановича Пермикина.
По данным 1926 года в Перемыкине имелось 80 хозяйств (60 крестьянского типа и 20 прочих) и проживало 376 человек (193 мужчины и 183 женщины). В национальном составе населения преобладали русские. В административном отношении входило в состав Перемыкинского сельсовета Рухловского района Зейского округа Дальневосточного края.
В 1938 году Рухловский район был переименован в Сковородинский. В 1973 году село было передано в состав Тыгдинского района (в 1977 году переименован в Магдагачинский).